# ゴールドシチー
競走馬におけるゴールドシチーとは、
1. 日本の、1984年生まれの競走馬。本項にて記述。
2. 2014年4月9日に生まれた、父ゴールドアリュール、母トーアハナノマイ（母父タップダンスシチー）の日本の競走馬。山内研二厩舎の馬としてJRAで走ったものの未勝利に終わり、岩手競馬に転じて2勝を挙げた。通算成績26戦2勝[1][2]。

ゴールドシチー（欧字名:Gold City、1984年4月16日 - 1990年5月2日）は、日本の競走馬 。
1986年の阪神3歳ステークス（GI）を制し、同年の優駿賞最優秀3歳牡馬に選出されたほか、翌1987年の皐月賞（GI）と菊花賞（GI）では2着となった。四白流星尾花栗毛のハンサムボーイと呼ばれた。

## 経歴

### 生い立ち
1984年4月16日、北海道門別町の田中茂邦牧場に生まれる。本馬の出生から13日後に死亡する父ヴァイスリーガルの特徴を受け継ぎ、幼い頃から金色のたてがみと尾を持つ「尾花栗毛」であった。好馬体の持ち主であり「いかにも走りそうな気配を漂わせていた」（場主・田中茂邦）が、性格的にもヴァイスリーガルに似て非常に気性が激しかった。
その金髪から「ゴールドシチー」と命名され、競走年齢の3歳に達した1986年春、滋賀県栗東トレーニングセンターに厩舎を開業したばかりだった清水出美の管理馬となる。清水は第一印象について「この馬はものすごくいい成績を残すか、すぐに終わってしまうか、どっちかだと思った。気性の荒い面がいい方に出るか、悪く出るかで、この子の一生が決まるな、なんて漠然と思った」と述べている。また、入厩に際して「あまり走らないようならディズニーランドにでも寄付して乗馬にしよう」という話もあったという。

### 戦績

#### 3歳時（1986年）
6月15日、札幌開催の新馬戦でデビュー。本田優を鞍上に3番人気の評価だったが、スタートで出遅れて後方からのレースとなり、直線で追い込むも5着に終わった。次走の2着を経て、3戦目で初勝利を挙げる。7月末には札幌3歳ステークスで重賞に初出走。パドックから激しく焦れこむ様子を見せていたが、レースでは後方から追い込んで2着となった。本田はこの競走を振り返り「結果は2着でも、勝負強いところを教えてくれたし、乗り方次第では、もっと上の連中と戦ってもいいところまでいくんじゃないかと、これから先が楽しみになった」と述べている。
9月にオープン競走のコスモス賞で2勝目を挙げ、12月14日に関西の3歳王者戦・阪神3歳ステークスに出走。当日は3番人気であった。発走前から本田が「振り落とされないようにするのがやっと」という状態で、スタートが切られるとスローペースに堪えかねて先へ行きたがる様子を見せた。最終コーナーで先頭に立ち、完全に抜け出してからは馬が気を抜いて失速しかけたが、後続の2頭に並びかけられると再び伸び、3頭横一線で入線。写真判定の結果、2着サンキンハヤテにアタマ差でゴールドシチーが優勝を果たした。また、騎手、調教師、馬主、生産牧場いずれについても、これが初めてのGI制覇となった。
当年はこれでシーズンを終え、翌年のクラシック戦線に向け休養に入る。年度表彰の3歳馬部門では票が割れたなか、関東の3歳王者メリーナイス、朝日杯3歳ステークスで同馬に敗れたものの、重賞2勝を挙げたホクトヘリオスに次ぐ3番目の得票数だったが、「東西の比較材料が乏しく1頭に絞ることは難しい」との理由で、最優秀3歳牡馬にメリーナイスと同時選出された。

#### 4歳（1987年）
1987年はスプリングステークス（皐月賞トライアル）から始動。この競走にはメリーナイスも出走していたが、1番人気に支持されたのは好素質馬との評があったマティリアルであった。ゴールドシチーはパドックにおいて、ファンの間から失笑が漏れるほど激しく焦れこみ、レースでは道中で最後方の位置から全馬を抜き去って勝利したマティリアルから0.6秒差の6着となった。
4月19日に迎えた皐月賞は、20頭の出走馬のうち関西馬はゴールドシチーのみという、1955年以来の珍しい構成となった。マティリアルが1番人気に支持され、前哨戦の弥生賞を勝ったサクラスターオーが2番人気、ゴールドシチーは11番人気と大きく評価を下げていた。競走4日前に疝痛を起こしており体調は芳しくなく、パドックでも常とは異なり大人しい姿を見せた。レースでは直前にサクラスターオーとマティリアルを見る形で後方2番手を進むと、サクラスターオーの動きに合わせて進出、直線では一気に抜け出した同馬に及ばなかったものの、大外を追い込んで2番手争いを制し、マティリアルをアタマ差抑えての2着となった。本田は「終いに見せてくれた脚は、ほれぼれするような鋭い脚だった。これで体調が万全だったら、もっと際どい勝負になっていましたよ」と語った。
二冠目の東京優駿（日本ダービー）を前に、サクラスターオーが両前脚に繋靱帯炎を発症し戦線離脱。ゴールドシチーは皐月賞から一転して生涯最高という体調に仕上がっており、陣営はダービー制覇への期待を高めた。5月31日に迎えたレース当日は、2番人気に支持された。1番人気は皐月賞に続きマティリアルだったが、同馬は前走から馬体重が16kg減少するなど調子を落としていた。その様子を見た本田は「マティリアルを意識したレースをしなくてもいいだろう。強敵が1頭いなくなった」と感じたという。スタートが切られるとゴールドシチーは中団につけ、第2コーナーから一時前方に進出する様子を見せたが、向正面の出口で気を抜く悪癖を出して減速し、後方5番手まで位置を下げた。最後の直線では後方から鋭く追い込んだものの、2着に6馬身差を付けて勝利したメリーナイスの後方で4着となった。マティリアルは18着であった。
競走後、道中で位置を下げたゴールドシチーの様子が「マティリアルをマークしすぎた」と受け取られ、本田の騎乗が批判された。これに対し本田は「レースが始まる前からマティリアルなんか意識してなかった。あの身体を見れば調子を落としているなって、騎手ならみんな感じていたと思う。そこを勘違いされたんじゃたまらない」と反論しており、「これからは絶対ゴールドシチーの馬主の馬には乗るもんか、とその時は決めたぐらい腹が立った」と述懐している。
ダービーの後は夏を休養に充て、9月に神戸新聞杯で復帰。騎手は本田から猿橋重利に替わった。レースでは終始3番手を保ったものの勝ったマックスビューティと逃げたヒデリュウオーを捕らえ切れず3着に終わった。続く京都新聞杯（菊花賞トライアル）ではスタート直後に外へ斜行してミリオンキャスパーを転倒させ、勝ったレオテンザンから2馬身半差で3位入線したものの失格処分となった。同時に猿橋には開催6日間の騎乗停止処分が下され、菊花賞で騎乗することができなくなった。菊花賞では新たな騎手として関西のトップジョッキーである河内洋を迎え、当日はメリーナイスに次ぐ2番人気に支持された。レースでは道中5番手から6番手の好位に付けて最後の直線に向いたが、皐月賞以来の出走だったサクラスターオーが先に抜け出し、ゴールドシチーはこれに半馬身及ばず2着となった。
12月には鳴尾記念に出走。重賞ではじめて1番人気に支持されたが、6着と敗れる。この競走の勝利馬はクラシック三冠競走に出走しなかった同期馬タマモクロスであった。

#### 5-6歳（1988-1989年）
翌1988年以降は7走し、本田が鞍上に戻った京都大賞典（1988年）、産経大阪杯（1989年）での3着が最高成績となり、1989年の宝塚記念で10着となったのを最後に競走生活から退いた。

### 引退後
競走馬引退後は日本中央競馬会が所有する宮崎競馬場（後のJRA宮崎育成牧場）で乗馬となった。競走馬として優れた実績を持つゴールドシチーに、関係者は障害飛越馬としての大成を期待したが、他馬と馴染むことができず、放牧場では喧嘩を繰り返していた。そして約半年後の1990年5月1日、放牧場で右前脚を浮かせた状態で立っているところを発見される。獣医師により応急処置が施されたが、翌2日のレントゲン撮影の結果、右前腕骨骨折で予後不良と診断され、安楽死の措置がとられた。7歳没。骨折の瞬間を見た者はおらず、関係者は「他馬を挑発して逃げる際に転倒した」、「他馬に蹴られた」、「柵に衝突した」など、様々な可能性を考えたが、結論を出すことはできなかったという。

## 競走成績
以下の内容は、netkeiba.comおよびJBISサーチに基づく。
| 競走日 | 競走日 | 開催場 | 競走名               | 格   | 頭 数 | 枠 番 | 馬 番 | 人気 | 着順 | 距離（馬場）  | タイム | 着差 | 騎手     | 斤量 [kg] | 1着馬（2着馬）     |
| ------ | ------ | ------ | -------------------- | ---- | ----- | ----- | ----- | ---- | ---- | ------------- | ------ | ---- | -------- | --------- | ------------------ |
| 1986.  | 06.15  | 札幌   | 3歳新馬              |      | 10    | 5     | 5     | 3    | 05着 | ダ1000m（良） | 1:03.0 | -1.6 | 本田優   | 53        | ミホベスト         |
|        | 06.29  | 札幌   | 3歳新馬              |      | 6     | 3     | 3     | 3    | 02着 | ダ1200m（良） | 1:14.4 | -0.3 | 本田優   | 53        | キョウエイユウキ   |
|        | 07.12  | 札幌   | 3歳未勝利            |      | 9     | 5     | 5     | 1    | 01着 | ダ1200m（良） | 1:13.9 | -1.0 | 本田優   | 53        | （トネコミチ）     |
|        | 07.27  | 札幌   | 札幌3歳ステークス    | GIII | 12    | 2     | 2     | 7    | 02着 | ダ1200m（良） | 1:13.4 | -0.6 | 本田優   | 53        | ガルダンサー       |
|        | 09.20  | 函館   | コスモス賞           | OP   | 9     | 3     | 3     | 6    | 01着 | 芝1700m（良） | 1:45.6 | -0.1 | 本田優   | 54        | トチノキャロル     |
|        | 12.14  | 阪神   | 阪神3歳ステークス    | GI   | 8     | 2     | 3     | 3    | 01着 | 芝1600m（良） | 1:37.1 | -0.0 | 本田優   | 54        | （サンキンハヤテ） |
| 1987.  | 03.29  | 中山   | スプリングステークス | GII  | 12    | 1     | 1     | 5    | 06着 | 芝1800m（良） | 1:49.9 | -0.6 | 本田優   | 56        | マティリアル       |
|        | 04.19  | 中山   | 皐月賞               | GI   | 20    | 8     | 19    | 11   | 02着 | 芝2000m（良） | 2:02.3 | -0.4 | 本田優   | 57        | サクラスターオー   |
|        | 05.31  | 東京   | 東京優駿             | GI   | 24    | 5     | 11    | 2    | 04着 | 芝2400m（良） | 2:28.9 | -1.1 | 本田優   | 57        | メリーナイス       |
|        | 09.27  | 阪神   | 神戸新聞杯           | GII  | 8     | 2     | 2     | 4    | 03着 | 芝2000m（良） | 2:03.0 | -0.6 | 猿橋重利 | 56        | マックスビューティ |
|        | 10.18  | 京都   | 京都新聞杯           | GII  | 12    | 5     | 6     | 2    | 失格 | 芝2000m（良） | 2:16.8 | -    | 猿橋重利 | 57        | レオテンザン       |
|        | 11.08  | 京都   | 菊花賞               | GI   | 18    | 1     | 2     | 2    | 02着 | 芝3000m（良） | 3:08.1 | -0.1 | 河内洋   | 57        | サクラスターオー   |
|        | 12.06  | 阪神   | 鳴尾記念             | GII  | 13    | 3     | 3     | 1    | 06着 | 芝2500m（稍） | 2:34.4 | -1.4 | 河内洋   | 56.5      | タマモクロス       |
| 1988.  | 04.03  | 阪神   | サンケイ大阪杯       | GII  | 12    | 7     | 10    | 3    | 04着 | 芝2000m（良） | 2:02.0 | -0.3 | 河内洋   | 56        | フレッシュボイス   |
|        | 04.29  | 京都   | 天皇賞（春）         | GI   | 18    | 5     | 10    | 3    | 05着 | 芝3200m（稍） | 3:23.7 | -1.9 | 河内洋   | 58        | タマモクロス       |
|        | 10.09  | 京都   | 京都大賞典           | GII  | 8     | 01    | 01    | 3    | 03着 | 芝2000m（重） | 2:27.6 | -0.5 | 本田優   | 57        | メイショウエイカン |
|        | 11.27  | 東京   | ジャパンカップ       | GI   | 14    | 2     | 4     | 13   | 12着 | 芝2400m（良） | 2:26.9 | -1.4 | 本田優   | 57        | ペイザバトラー     |
| 1989.  | 04.02  | 阪神   | 産経大阪杯           | GII  | 13    | 8     | 12    | 7    | 03着 | 芝2000m（良） | 2:02.1 | -0.7 | 本田優   | 57        | ヤエノムテキ       |
|        | 04.29  | 京都   | 天皇賞（春）         | GI   | 18    | 3     | 6     | 6    | 11着 | 芝3200m（良） | 3:21.0 | 2.2  | 本田優   | 58        | イナリワン         |
|        | 06.11  | 阪神   | 宝塚記念             | GI   | 16    | 1     | 2     | 11   | 10着 | 芝2200m（良） | 2:15.7 | -1.7 | 本田優   | 57        | イナリワン         |

## その他
- 1988年の第8回ジャパンカップ観戦で初来日した小説家ディック・フランシス（1953年・1954年のイギリス障害競走におけるリーディングジョッキー）は、ゴールドシチーを「非常に美しくて魅力的な栗毛」と述べ、特に印象に残った一頭として挙げた[26]。
- 1989年12月より連載されているよしだみほ作の漫画『馬なり1ハロン劇場』では、尾花栗毛の活躍馬が出るたびにゴールドシチーが「金髪のヘヴィメタル野郎」として登場を続けている。よしだはゴールドシチーについて「競馬を見てきた中で一番キレイだった馬は、ときかれたら反射的にゴールドシチーと答えるだろう。（中略）とにかくパッと見て『どひゃーこりゃキレイだ』と思った馬といえばこれに限る」「競馬場に時々出現する尾花栗毛の馬を見ると『これが彼の子だったらなあ』と思ってしまうのだ。成績よりその姿で人の心に残る、そんな馬だっていてもいいはずだ」と語っている[27]。
- 日本中央競馬会の広報誌『優駿』2000年12月号で行われた座談会「今も記憶に残る個性派スターたち」という企画では、タカマガハラ、トウショウファルコと共に尾花栗毛の「グッドルッキングホース」として名を挙げられた[28]。

## 血統表
| ゴールドシチーの血統                     | ゴールドシチーの血統                                | ゴールドシチーの血統                                | （血統表の出典）                                    | （血統表の出典）  |
| 父系                                     | ノーザンダンサー系                                  | ノーザンダンサー系                                  | ノーザンダンサー系                                  | [ § 2 ]           |
| 父 *ヴァイスリーガル Viceregal 1966 栗毛 | 父の父Northern Dancer 1961 鹿毛                     | Nearctic                                            | Nearco                                              | Nearco            |
| 父 *ヴァイスリーガル Viceregal 1966 栗毛 | 父の父Northern Dancer 1961 鹿毛                     | Nearctic                                            | Lady Angela                                         |                   |
| 父 *ヴァイスリーガル Viceregal 1966 栗毛 | 父の父Northern Dancer 1961 鹿毛                     | Natalma                                             | Native Dancer                                       | Native Dancer     |
| 父 *ヴァイスリーガル Viceregal 1966 栗毛 | 父の父Northern Dancer 1961 鹿毛                     | Natalma                                             | Almahmoud                                           |                   |
| 父 *ヴァイスリーガル Viceregal 1966 栗毛 | 父の母Victoria Regina 1958 栗毛                     | Menetrier                                           | Fair Copy                                           | Fair Copy         |
| 父 *ヴァイスリーガル Viceregal 1966 栗毛 | 父の母Victoria Regina 1958 栗毛                     | Menetrier                                           | La Melodie                                          |                   |
| 父 *ヴァイスリーガル Viceregal 1966 栗毛 | 父の母Victoria Regina 1958 栗毛                     | Victoriana                                          | Windfields                                          | Windfields        |
| 父 *ヴァイスリーガル Viceregal 1966 栗毛 | 父の母Victoria Regina 1958 栗毛                     | Victoriana                                          | Iribelle                                            |                   |
| 母 イタリアンシチー 1979 鹿毛            | 母の父*テスコボーイ Tesco Boy 1963 黒鹿毛           | Princely Gift                                       | Nasrullah                                           | Nasrullah         |
| 母 イタリアンシチー 1979 鹿毛            | 母の父*テスコボーイ Tesco Boy 1963 黒鹿毛           | Princely Gift                                       | Blue Gem                                            |                   |
| 母 イタリアンシチー 1979 鹿毛            | 母の父*テスコボーイ Tesco Boy 1963 黒鹿毛           | Suncourt                                            | Hyperion                                            | Hyperion          |
| 母 イタリアンシチー 1979 鹿毛            | 母の父*テスコボーイ Tesco Boy 1963 黒鹿毛           | Suncourt                                            | Inquisition                                         |                   |
| 母 イタリアンシチー 1979 鹿毛            | 母の母リンネス 1972 鹿毛                            | *フィダルゴ Fidalgo                                 | Arctic Star                                         | Arctic Star       |
| 母 イタリアンシチー 1979 鹿毛            | 母の母リンネス 1972 鹿毛                            | *フィダルゴ Fidalgo                                 | Miss France                                         |                   |
| 母 イタリアンシチー 1979 鹿毛            | 母の母リンネス 1972 鹿毛                            | ジーゲリン                                          | *カバーラップ二世                                   | *カバーラップ二世 |
| 母 イタリアンシチー 1979 鹿毛            | 母の母リンネス 1972 鹿毛                            | ジーゲリン                                          | ヒロイチ                                            |                   |
| 母系(F-No.)                              | チツプトツプ(USA)系(FN:4-m)                         | チツプトツプ(USA)系(FN:4-m)                         | チツプトツプ(USA)系(FN:4-m)                         | [ § 3 ]           |
| 5代内の近親交配                          | Nearco 4 × 5 × 5 = 12.50％、Hyperion 5 × 4 = 9.38％ | Nearco 4 × 5 × 5 = 12.50％、Hyperion 5 × 4 = 9.38％ | Nearco 4 × 5 × 5 = 12.50％、Hyperion 5 × 4 = 9.38％ | [ § 4 ]           |
| 出典                                     | 1. 2. 3. 4.                                         | 1. 2. 3. 4.                                         | 1. 2. 3. 4.                                         | 1. 2. 3. 4.       |

- 半弟にクラウンシチー（京王杯オータムハンデキャップ）[30]。父のヴァイスリーガルは1969年度のカナダ年度代表馬。全弟にデピュティミニスターの父ヴァイスリージェントがおり、自身もカナダで3年連続リーディングサイアーに輝いた。日本では1975年から供用されたが、本馬以外にGI競走の優勝馬は出せなかった。4代母は1955年の優駿牝馬を制したヒロイチ[31]。また祖母・リンネスは重賞として新設される前の「小倉3歳ステークス」に勝利している[6][32]。同馬の牝系からはジャパンカップダート、フェブラリーステークスなどに勝ったエスポワールシチーが出ている[33]。